# Rafał Bartek
Rafał Jan Bartek, auch Raphael Bartek, (* 13. Oktober 1977 in Opole/Oppeln) ist ein Lehrer, Kommunalpolitiker, sowie Angehöriger und Politiker der Deutschen Minderheit in Polen. Bartek ist seit 2015 Vorsitzender der Sozial-Kulturellen Gesellschaft der Deutschen im Oppelner Schlesien (SKGD) und seit 2018 Vorsitzender des Woiwodschaftstages der Woiwodschaft Opole. 

## Leben und Wirken
Bartek absolvierte ein Pädagogik-Studium an der Universität Opole sowie ein Aufbaustudium an der Technischen Universität Breslau. Von 1998 bis 2001 arbeitete er als Deutschlehrer. Dann war er als Beamter im Landratsamt des Powiat Opolski tätig. Von 2002 bis 2010 und von 2014 bis 2018 war Bartek Ratsmitglied der Gemeinde Chronstau und von 2006 bis 2010 Vorsitzender des Rats in Chronstau. Von 2008 bis 2015 war Bartek Direktor des Hauses der Deutsch-Polnischen Zusammenarbeit in Gliwice (Gleiwitz). 2005 wurde er in die Kommission der nationalen und ethnischen Minderheiten berufen, 2012–2018 war er deren Co-Vorsitzender.
Seit 1990 ist er Mitglied der SKGD, 2007 wurde er in deren Vorstand gewählt und für zwei Amtszeiten war er Sekretär der SKGD. Am 23. Mai 2015 wurde Bartek als Nachfolger von Norbert Rasch zum Vorsitzenden der Sozial-Kulturellen Gesellschaft der Deutschen im Oppelner Schlesien gewählt. Zudem ist er in den Vorständen des Verbandes der deutschen sozial-kulturellen Gesellschaften in Polen (VdG), der Stiftung für die Entwicklung Schlesiens und der Schlesischen Selbstverwaltungsvereinigung vertreten, seit Mai 2022 ist er zum Vorsitzender des VdG.
Als Kandidat des Wahlkomitees Deutsche Minderheit erhielt er 2018 ein Mandat für den Woiwodschaftstag der Woiwodschaft Opole, zudem wurde er zum Vorsitzenden des Woiwodschaftstags gewählt. 2019 kandidierte Bartek für den polnischen Senat.